# Бой при Гельголанде (1849)
Бой при Гельголанде произошёл 4 июня 1849 года во время Датско-немецкой войны. В нём молодой Рейхсфлот столкнулся с Королевским флотом Дании, который с начала 1848 года блокировал военно-морскую торговлю Германии в Северном и Балтийском морях. Это было единственное сражение немецкого флота во время войны.

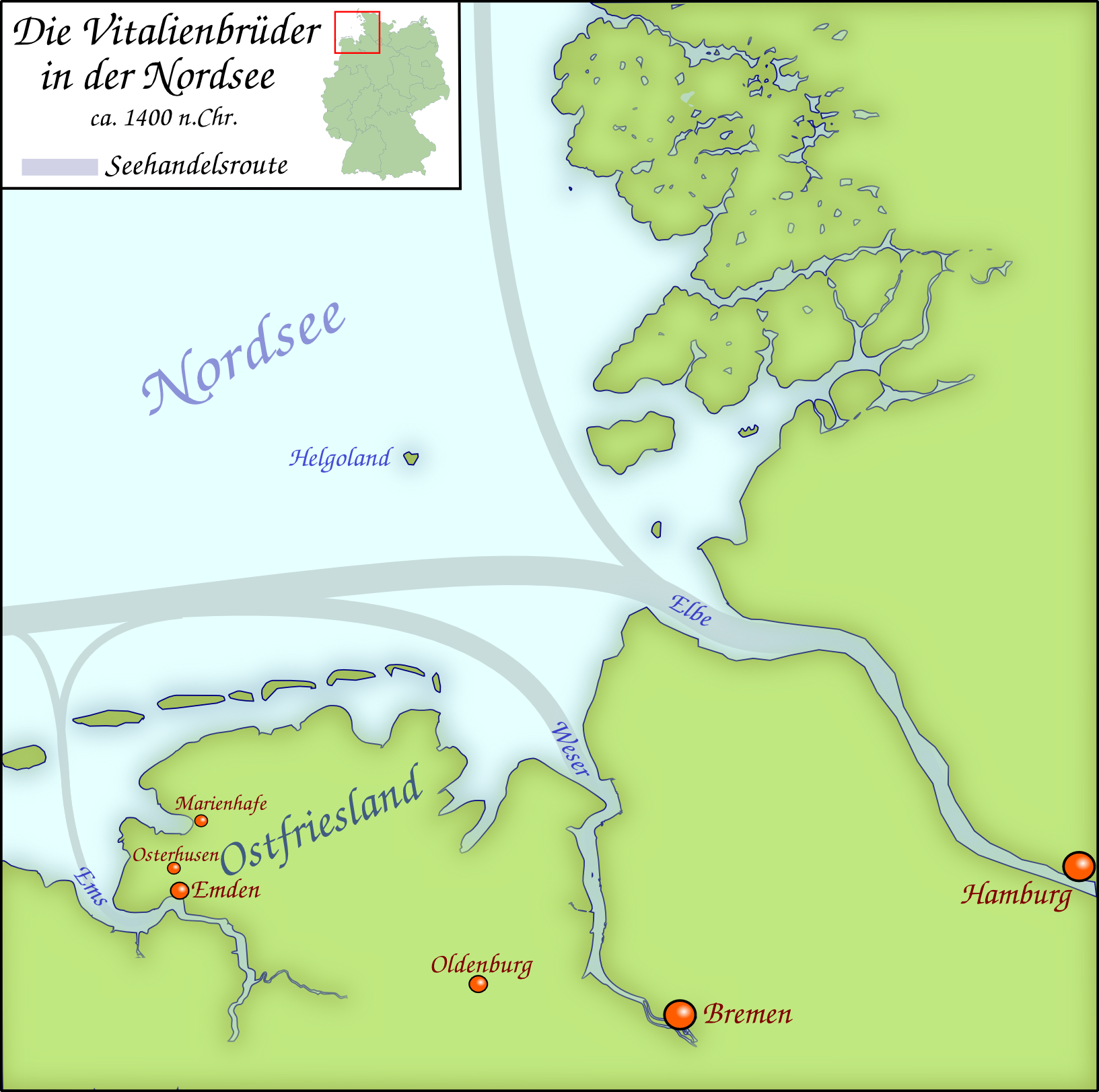
Театр военных действий.

С началом Датско-немецкой войны датчане ввели блокаду, остановив всю немецкую торговлю в Северном и Балтийском морях. Это побудило немецкий парламент во Франкфурте сформировать новый, полностью немецкий, флот. Немцам пришлось строить флот с нуля, покупая корабли за границей и переделывая их, а также нанимая иностранных офицеров (британцев, бельгийцев), чтобы обучить и возглавить местных торговых моряков.
Примерно через год подготовки, 4 июня, немецкий адмирал Карл Рудольф Бромми покинул Бремерхафен с паровым фрегатом Барбаросса и меньшими паровыми корветами Любек (1844 г.) и Гамбург (1841 г.), чтобы рассеять датские корабли, которые охраняли устье реки Везер. Датские силы, присутствовавшие в тот день, были слабее и отступили, но Бромми удалось отрезать парусный корвет Валькириен капитана Андреаса Польдера, который пытался найти убежище у острова Гельголанд, который в то время принадлежал Великобритании. Британцы, сохраняя нейтралитет, заранее дали понять, что немецкий флот не приветствуется и может рассматриваться как пираты.
Корабли обеих сторон произвели несколько выстрелов, но безрезультатно. Когда немцы подошли к трехмильной зоне острова, британские войска открыли по ним предупредительные выстрелы, позволив при этом датскому корвету оставаться рядом. Бромми, не желая втягивать в войну британский флот, оставался на расстоянии, пока датский капитан Полдер ждал прибытия подкрепления от основного датского флота. Когда в поле зрения появился современный пароход Гейзер под командованием капитан-лейтенанта Йоргена Петера Фредерика Вульфа, Бромми отступил, опасаясь прибытия дальнейшего датского подкрепления. Датчане последовали за немцами к устью Эльбы возле Куксхафена, прежде чем возобновить блокаду.
Это был первый и последний поход небольшого флота под черно-красно-золотым флагом Германского союза.